# لجنة مناهضة التعذيب (الأمم المتحدة)
لجنة مناهضة التعذيب (بالإنجليزية: Committee Against Torture)‏ هي لجنة مناهضة للتعذيب التي ترصد تنفيذ اتفاقية مناهضة التعذيب لدى الدول الأطراف في الاتفاقية، وتتألف من 10 خبراء منتخبين حسب المادة 17 من الاتفاقية.